# グレッグ・ムーア

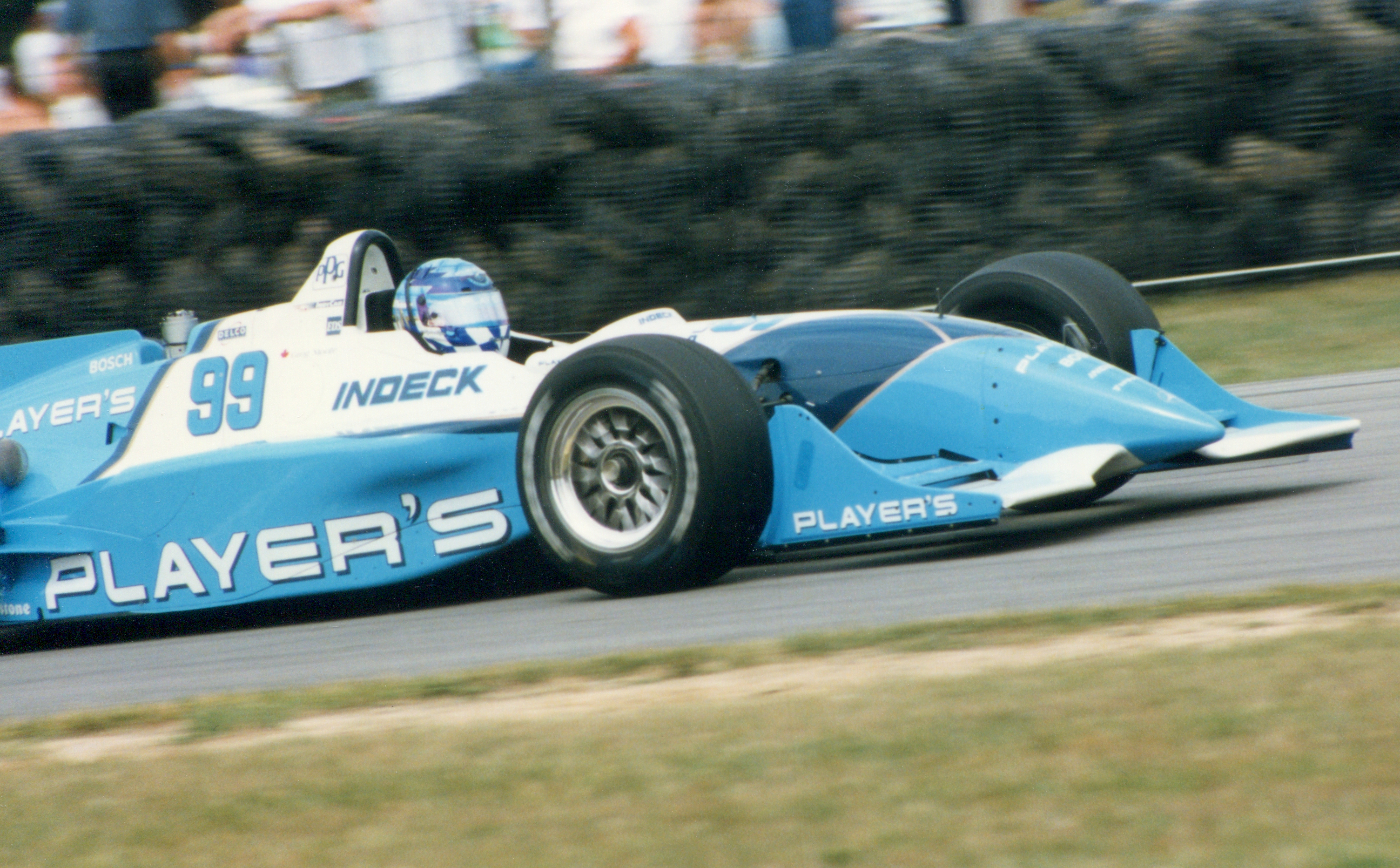
グレッグ・ムーア

グレッグ・ムーア (Greg Moore, 1975年4月22日 - 1999年10月31日) はカナダ、メイプルリッジ出身のレーシングドライバーである。
オーバルコースを得意とし、壁際ぎりぎりまで攻めるダイナミックさに、冷静さも兼ね備えた走りでファンを引きつけていた。

## プロフィール
1991年にフォーミュラ・フォード1600に参戦し、1勝・2ポールポジション（以下PP）を挙げルーキー賞を受賞。1993年から1995年までは、インディライツシリーズに参戦。最終年度の1995年には12戦中10勝を挙げチャンピオンとなる。

### CART
1996年からはインディカー・ワールドシリーズ（CART）にステップアップし、デビューイヤーながらも3度表彰台に上った。
1997年、第6戦を消化した時点で2度2位に入っていたムーアは、第7戦ミルウォーキーで初優勝。これは、22歳での最年少優勝記録だった。続くデトロイトでも2勝目を上げ、若手有望株として、またジャック・ヴィルヌーヴに続くカナダの新しいスターとして注目を浴びた。
1998年も第5戦リオ・デ・ジャネイロ、第12戦ミシガンで優勝し計2勝、また予選では4度のPPを記録。ランキング5位に食い込んだ。
1999年、ムーアは開幕戦のマイアミで優勝。その後、第19戦サーファーズ・パラダイスまで、パフォーマンス的に下り坂だったメルセデスエンジンにおいて1勝1PPを記録。2000年シーズンは、チーム・ペンスキーへの移籍も決まっていた。

### 事故死
1999年CART最終戦（第20戦）フォンタナにおいて、ムーアはパドック内のスクーター運転中の不注意により、右手の指を骨折。この怪我で予選を出走出来なかったムーアだったが、所属していたプレイヤーズ・フォーサイスでの最後のレースということから、怪我をおして出走を決意。特別措置を受けて好タイムをマークし、決勝での最後尾（27番手）からのスタートが認められた。
決勝日、ムーアは序盤から追い上げ4周目には15位まで浮上するが、リッチー・ハーンが第2ターンでクラッシュし、フルコース・コーションとなる。そして再スタートとなった9周目、好スタートを決めたムーアは更に11位にまで順位を上げるが、直後の第2ターンで外側のウォールに軽く接触。
これによりバランスを崩したマシンは、スピンしながらコースアウトすると、芝生に引っ掛かり横転、コックピットから内側のフェンスに激突。その後跳ね返ると、その勢いのままパーツを撒き散らしながら数回転、マシンはコックピット部分を残して粉砕した(クラッシュの場面はあまりにも凄惨な場面であった為、プレイバックが止められた)。ムーアは病院に運ばれたものの、死亡が確認された。頚部、頭部を骨折しての即死であった。24歳没。
訃報がサーキットに届いたのは、レース終了後のことであり、サーキットにはカナダの半旗が掲げられ、関係者・観客による黙祷が実施された。
ムーアが死去したレースは、ファン・パブロ・モントーヤとダリオ・フランキッティのチャンピオン決定戦でもあり、最終的にはモントーヤが最年少でチャンピオンを獲得。レース終了直後には、チームスタッフと喜びを分かち合っていた。しかし、ムーアの訃報がサーキットに届くと表情が一変、チャンピオン決定インタビューも沈んだ表情で受けることになった。またこの際、「おめでとうございます」、「素晴らしいシーズンでしたね」とステレオタイプ的に祝いの言葉をぶつけるインタビュアーに対し、「今はとてもそんな気分にはなれない」と返す一幕もあった。

## 評価
- CARTで走った時期は4年と短い間だったが、その間に5勝・5PPを記録している。
- CARTの若手筆頭株として、F1チームにも注目を浴びる存在であった。メルセデスエンジンで参戦していたことから、マクラーレンのロン・デニスの目にも留まっており、F1への転向もオファーされていた。

## 死後
- ムーアが付けていたカーナンバー99は、チャンプカー・ワールドシリーズ（CCWS）を主催するCART及びその後継組織であるOWRSの永久欠番となったが、この永久欠番は2008年にCCWSがインディカー（IRL）に吸収合併されたことにより消滅した。なお、この99というナンバーは、ムーアが地元のレーシングカートで取ったライセンスにちなんだものである[1]。
- 死後、ムーアにちなんだグレッグ・ムーア基金が設立され、2004年には、ムーアの出身地であるメイプルリッジの、リッジ・メドー病院の拡張工事費の一部として寄付された。
- 2005年、フォンタナにて行われたインディカー最終戦において、優勝したフランキッティは、ムーアを追悼する意味で、事故現場である第2ターンでドーナツターンを見せた。

## 記録

### アメリカン・オープンホイール
(key) （太字はポールポジション、斜体はファステストラップ）

#### インディ・ライツ
| 年   | チーム                                 | 1     | 2      | 3     | 4     | 5     | 6      | 7      | 8      | 9      | 10    | 11    | 12    | 順位 | ポイント |
| ---- | -------------------------------------- | ----- | ------ | ----- | ----- | ----- | ------ | ------ | ------ | ------ | ----- | ----- | ----- | ---- | -------- |
| 1993 | グレッグ・ムーア・レーシング           | PHX 5 | LBH 17 | MIL 5 | DET 8 | POR 3 | CLE 10 | TOR 8  | NHA 16 | VAN 18 | MDO 4 | NAZ 8 | LS 19 | 9位  | 64       |
| 1994 | グレッグ・ムーア・レーシング           | PHX 1 | LBH 2  | MIL 3 | DET 7 | POR 5 | CLE 2  | TOR 12 | MDO 7  | NHA 1  | VAN 5 | NAZ 1 | LS 5  | 3位  | 154      |
| 1995 | プレイヤーズ・フォーサイス・レーシング | MIA 1 | PHX 1  | LBH 1 | NAZ 1 | MIL 1 | DET 2  | POR 1  | TOR 1  | CLE 1  | NHA 1 | VAN 5 | LS 1  | 1位  | 242      |

#### CART
| 年   | チーム                                 | 1     | 2       | 3       | 4       | 5     | 6       | 7      | 8      | 9       | 10      | 11      | 12      | 13      | 14      | 15      | 16      | 17      | 18     | 19      | 20      | 順位 | ポイント |
| ---- | -------------------------------------- | ----- | ------- | ------- | ------- | ----- | ------- | ------ | ------ | ------- | ------- | ------- | ------- | ------- | ------- | ------- | ------- | ------- | ------ | ------- | ------- | ---- | -------- |
| 1996 | プレイヤーズ・フォーサイス・レーシング | MIA 7 | RIO Ret | SUR 3   | LBH Ret | NAZ 2 | MIC Ret | MIL 5  | DET 20 | POR Ret | CLE 3   | TOR 4   | MIC 17  | MDO Ret | ROA Ret | VAN Ret | LAG 6   |         |        |         |         | 9位  | 84       |
| 1997 | プレイヤーズ・フォーサイス・レーシング | MIA 4 | SUR 2   | LBH Ret | NAZ 16  | RIO 2 | GAT 13  | MIL 1  | DET 1  | POR 5   | CLE Ret | TOR Ret | MIC Ret | MDO 2   | ROA Ret | VAN Ret | LAG Ret | FON Ret |        |         |         | 7位  | 111      |
| 1998 | プレイヤーズ・フォーサイス・レーシング | MIA 2 | MOT 4   | LBH 6   | NAZ 3   | RIO 1 | GAT 3   | MIL 13 | DET 5  | POR Ret | CLE Ret | TOR 11  | MIC 1   | MDO Ret | ROA Ret | VAN Ret | LAG Ret | HOU Ret | SUR 8  | FON 2   |         | 5位  | 141      |
| 1999 | プレイヤーズ・フォーサイス・レーシング | MIA 1 | MOT 4   | LBH 8   | NAZ 12  | RIO 8 | GAT 6   | MIL 2  | POR 13 | CLE Ret | ROA 4   | TOR Ret | MIC Ret | DET 3   | MDO 11  | CHI Ret | VAN Ret | LAG Ret | HOU 16 | SUR Ret | FON Ret | 10位 | 97       |

注：ミシガン・インターナショナル・スピードウェイでは1996年に2度レースが開催された。

## 参照
1. ↑  『Racing On』No.308　ニューズ出版、1999年、p.26。

- TSN Tribute to Greg Moore
- Greg Moore Biography
- CART hit hard by fatal crash of popular and talented Moore; November 1, 1999; CNN/Sports Illustrated; Retrieved January 10, 2007